# Bill Kopp
Bill Kopp, född 17 april 1962 i Rockford, Illinois, är en amerikansk animatör, författare och röstskådespelare.

## Filmografi (i urval)
- 1985 – One Crazy Summer, Animatör
- 2005 – Tom och Jerry på väg mot planeten Mars, författare, regissör, röstskådespelare
- 2005 – Tom & Jerry - The fast and the furry
- 2005 – Roller Coaster Rabbit